# Жест благословення
Жест благословення у християнстві — літургійним жестом благословення. Благословення супроводжується хресним знаменням рукою (благословення рук) або рукопокладанням.

## Латинська церква
У латинському обряді під час благословення руки великий, вказівний і середній пальці витягнуті, що вказує на Трійцю, тоді як інші два пальці зігнуті назад, що вказує на божественну та людську природу Ісуса Христа. З часу папи Інокентія III. (1198–1216) цей жест був приписаний до літургійної реформи. Відтоді священник благословляє так, щоб усі пальці правої руки стояли прямо. При останньому освяченні священники благословляють одним знаменням хреста, єпископи — трьома.

## Православна церква
У православних церквах під час грецького благословення великий і безіменний пальці правої руки торкаються один одного, а вказівний палець стоїть прямо, а середній палець і мізинець злегка зігнуті всередину, так щоб утворити літери IC-XC як абревіатуру імені «Ісус Христос» (Ἰησοῦς Xριστός). Прямий вказівний палець утворює I (йота), вигнутий середній палець утворює C (кінцева сигма), з'єднані великий і безіменний пальці утворюють Х (Чи), а мізинець, який знову згинається, утворює другу С.

## Протестантська церква
У Євангельській церкві під час останнього благословення богослужіння звичайним є підняття рук з наступним знаменням хреста (зазвичай у формі латинської традиції). Відомі благословення через покладання рук (конфірмація, шлюб, рукоположення).

## Галерея

Жест благословення
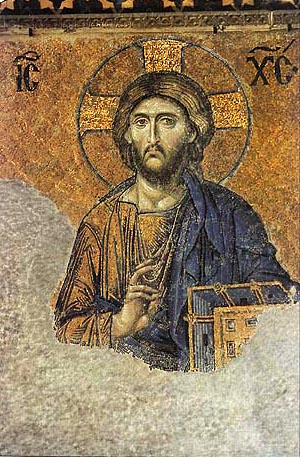
Жест благословення Православної Церкви XII ст., Софійський собор (Константинополь), південна галерея
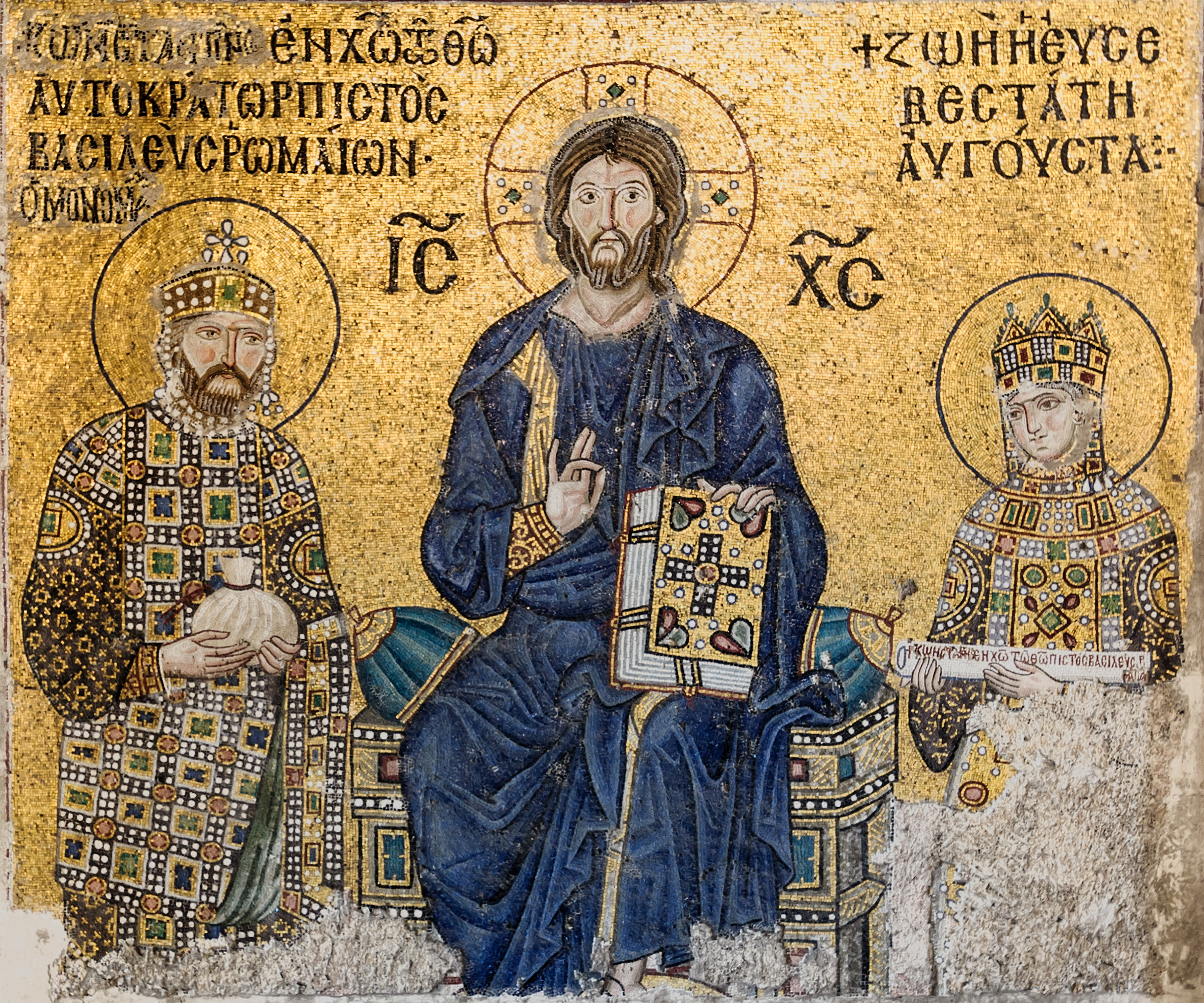
Мозаїка Софійського собору (Константинополь)
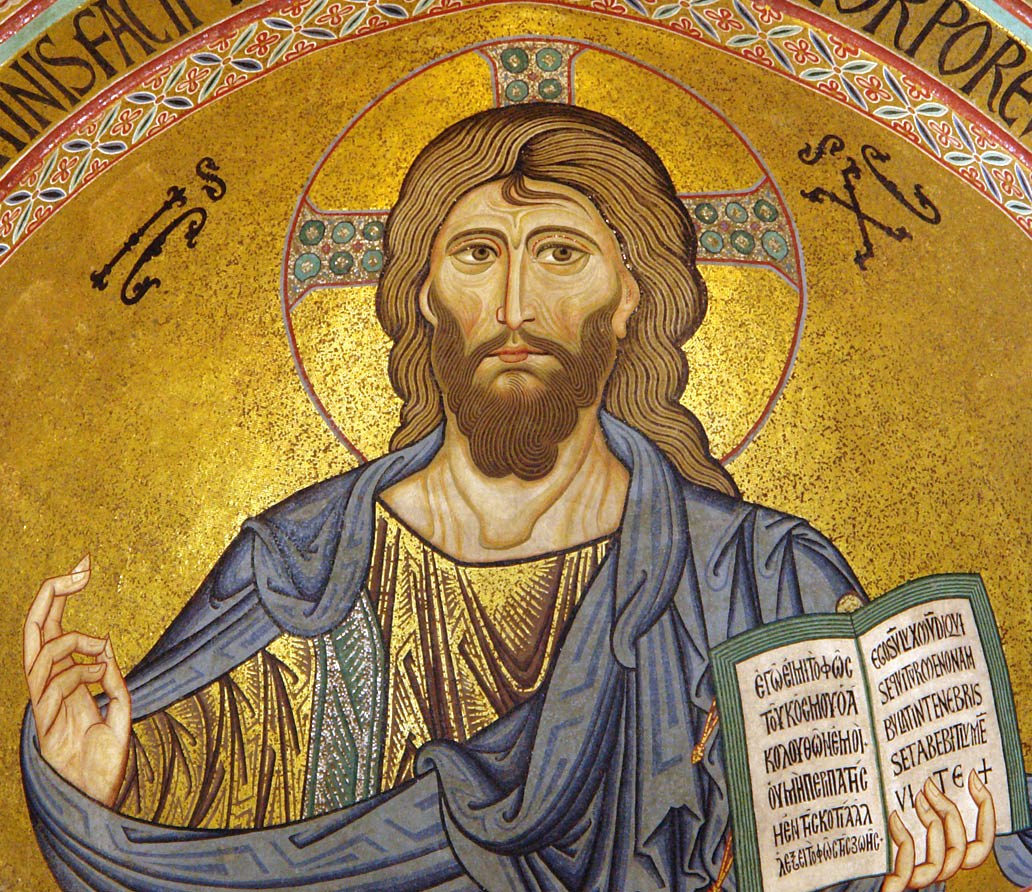
Благословенний жест Православної Церкви (мозаїка, собор Чефалу, ХІІ століття)
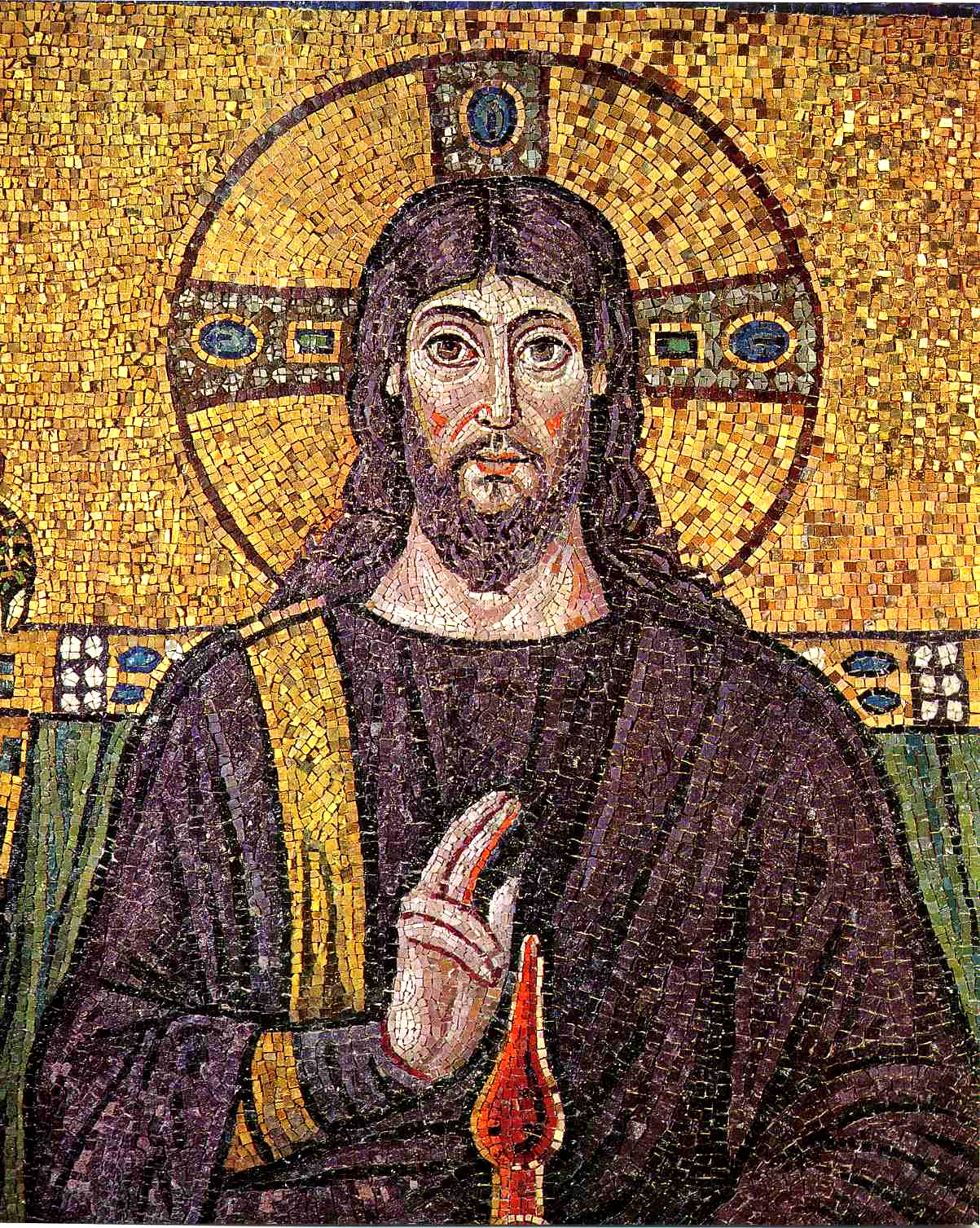
Христос на мозаїчному зображенні, Равенна, Італія. VI ст.
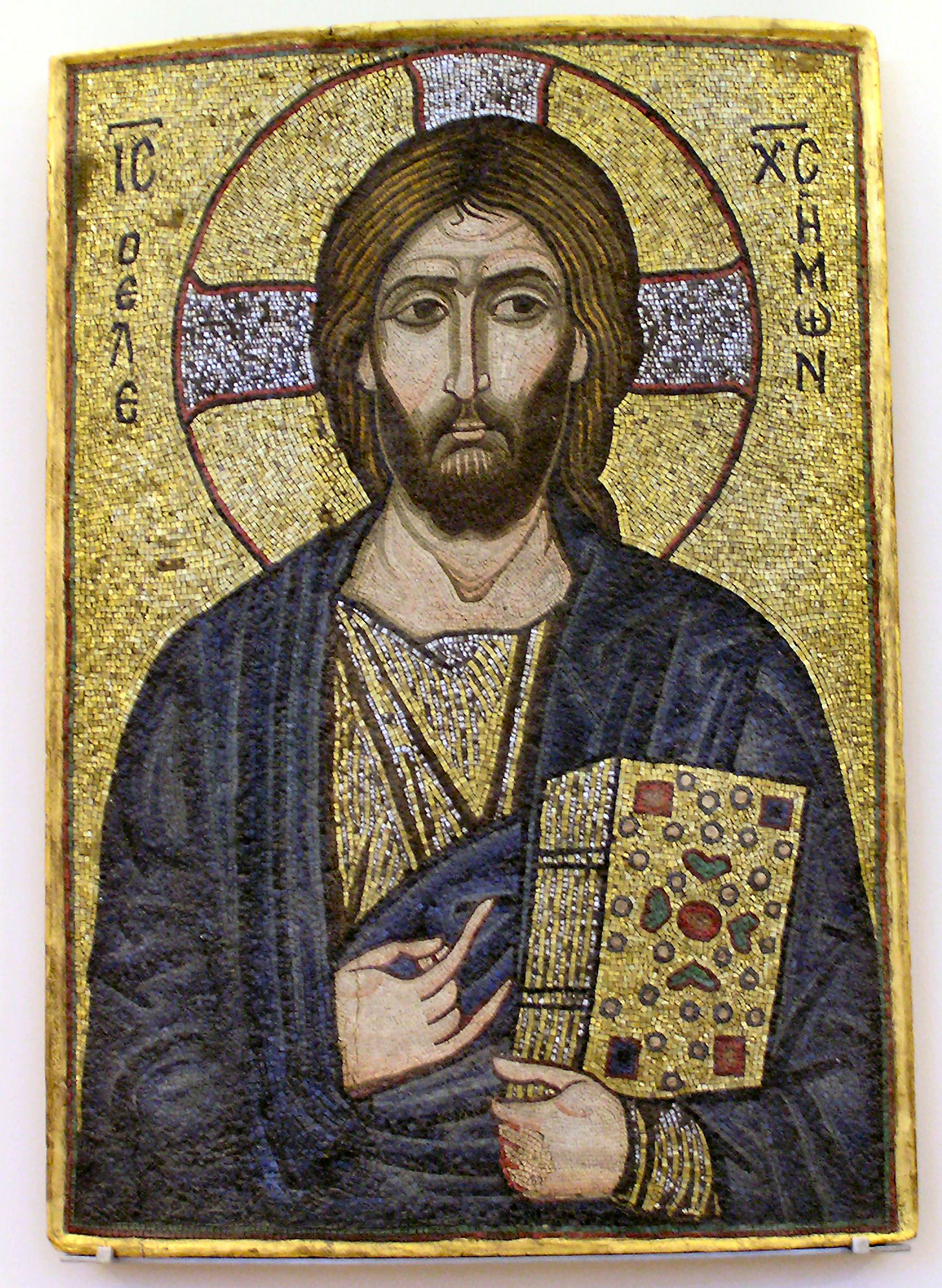
Мозаїчна ікона Спасителя. 1100–1150 рр., Музей Боде (Берлін)
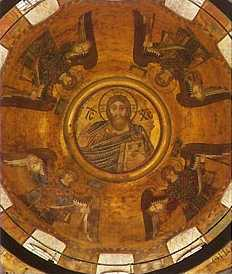
Мозаїки Софійського собору ХІ ст.
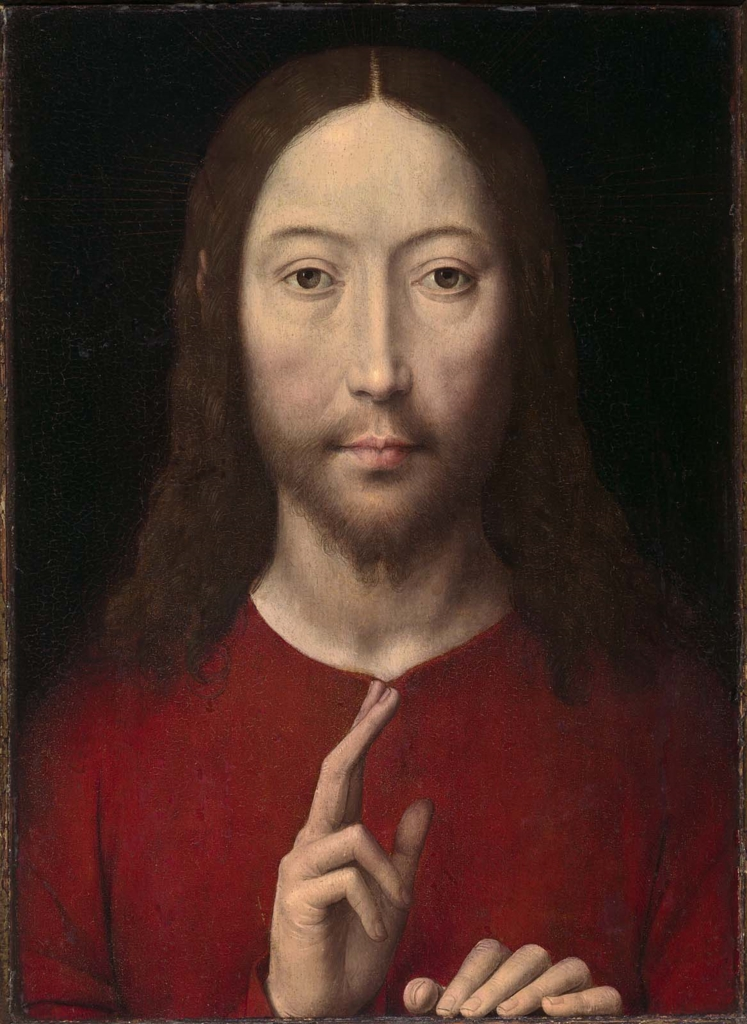
Жест благословення Латинської Церкви (художник: Ганс Мемлінг, 1481)